# ووبژانه
ووبژانه (به لاتین: Łobżany) یک روستا در لهستان است که در گمینا ووبز واقع شده‌است. ووبژانه ۷۵ نفر جمعیت دارد و ۱۱۰ متر بالاتر از سطح دریا واقع شده‌است.